# Den obesvarade frågan
Den obesvarade frågan, The Unanswered Question,  är en komposition av Charles Ives. Stycket skrevs år 1906 för sättningen trumpet, fyra flöjter och stråkkvartett och bildade då sviten "Two Contemplations" tillsammans med Central Park in the Dark, ett annat av Ives mest kända verk.  Ofta spelas det i en senare version från 1930-talet med stråkorkester istället för stråkkvartett. 
Stycket, vars speltid är cirka 5 - 7 minuter, är uppbyggt av tre olika relativt självständiga lager i olika tempo och tonarter, en av Ives karaktärstekniker. Stråkarna spelar en ytterst långsam koralliknande musik. Trumpeten spelar över detta ett antal gånger en kort fras om fem toner och flöjterna svarar, först långsamt och sedan allt snabbare och mer osammanhängande. Den sista gången ges inget svar alls. Ives beskrev verket som ett "kosmiskt landskap" där stråkarnas stämma representerar "tystnaden hos druiderna - de som inget vet, inget ser och inget hör". Trumpeten yttrar sedan "den eviga frågan om tillvaron" och flöjterna försöker hitta "det yttersta svaret", men ger upp i frustration och börjar till slut håna den som frågar och svaret ges endast i "tystnaden". Stycket uruppfördes 1946.